# Seventh Heaven (álbum de Buck-Tick)
Seventh Heaven é o terceiro álbum de estúdio da banda japonesa de rock Buck-Tick, lançado em 21 de junho de 1988 pela gravadora Victor Entertainment. Uma remasterização digital foi lançada em 19 de setembro de 2002. As canções "Oriental Love Story", "In Heaven" e "Victims of Love" foram regravadas para o álbum de compilação Koroshi no Shirabe: This Is NOT Greatest Hits.

## Recepção
Ficou em terceiro lugar nas paradas da Oricon Albums Chart e vendeu cerca de 110,000 cópias.

## Faixas
| N.º            | Título                                                | Letras         | Música         | Duração |  |
| 1.             | "Fragile Article"                                     | Instrumental   | Imai           | 3:34    |  |
| 2.             | "...In Heaven..."                                     | Sakurai        | Imai           | 3:50    |  |
| 3.             | "Capsule Tears -Plastic Syndrome III-"                | Imai           | Imai           | 3:52    |  |
| 4.             | "Castle in the Air"                                   | Imai           | Imai           | 4:23    |  |
| 5.             | "Oriental Love Story"                                 | Sakurai        | Imai           | 4:32    |  |
| 6.             | "Physical Neurose"                                    | Imai           | Imai           | 4:26    |  |
| 7.             | "Desperate Girl"                                      | Sakurai        | Hide           | 4:29    |  |
| 8.             | "Victims of Love"                                     | Sakurai        | Imai           | 3:53    |  |
| 9.             | "Memories..."                                         | Sakurai        | Imai           | 2:39    |  |
| 10.            | "Seventh Heaven" (originalmente chamada Chatty Bunny) | Imai           | Imai           | 5:12    |  |
| Duração total: | Duração total:                                        | Duração total: | Duração total: | 40:45   |  |

| Faixas bônus da remasterização de 2002 |                                                               |         |  |
| N.º                                    | Título                                                        | Duração |  |
| 1.                                     | "Sexual Intercourse" (versão demo)                            | 3:34    |  |
| 2.                                     | "...In Heaven... ~ Moon Light" (Ao vivo em "Climax Together") | 3:50    |  |

## Ficha técnica

### Buck-Tick
- Atsushi Sakurai - vocal
- Hisashi Imai - guitarra solo, vocais de apoio
- Hidehiko "Hide" Hoshino - guitarra rítmica
- Yutaka "U-ta" Higuchi - baixo
- Toll Yagami - bateria
- produzido e arranjado por Buck-Tick

### Músicos adicionais
- Ken Morioka - teclado

### Produção
- Yasuaki "V" Shindoh - engenharia
- Junichi Tanaka, Takafumi Muraki - diretores
- Ken Sakaguchi - design e direção de arte
- Noriko Ohkubo, Miyako Okamoto - cabeleireiros
- Kazuhiro Kitaoka - fotografia
- Sayuri Watanabe - estilista
- Takashi Furui, Akiko Ohno - coordenador
- Naoki Toyoshima - promotor chefe
- Shaking Hands Inc., Osamu Takagi, Yoshihiko Masuoka, Shotaku Yasuhara - gestão
- Shigeo Azami - roadie
- Kazuo Sawaki - produtor artístico
- Kazumitsu Higuchi - supervisor